# شهرستان مک کین
شهرستان مک کین (به انگلیسی: McKean County) یک منطقهٔ مسکونی در ایالات متحده آمریکا است که در پنسیلوانیا واقع شده‌است. شهرستان مک کین ۲٬۵۴۸٫۵۶ کیلومتر مربع مساحت دارد.